# Shaun Williams (giocatore di football americano)
Shaun LeJon Williams (Oakland, 10 ottobre 1976) è un ex giocatore di football americano statunitense che ha militato nel ruolo di safety nella National Football League (NFL).

## Biografia
Dopo avere giocato al college a UCLA, Williams fu scelto come 24º assoluto nel Draft NFL 1998 dai New York Giants. Divenne stabilmente titolare a partire dalla stagione 2000 e fino al 2002 disputò tutte le gare come partente. Nella decima gara della stagione 2003 contro i Philadelphia Eagles subì un infortunio al ginocchio che gli fece chiudere prematuramente l'annata. L'anno successivo disputò due gare come titolare prima di rompersi un legamento del ginocchio, perdendo ancora tutto il resto della stagione. Rimase coi Giants fino al 2005, dopo di che disputò l'ultima stagione della carriera con i Carolina Panthers.

## Statistiche
| Tackle     | 501 |
| Sack       | 4,5 |
| Intercetti | 15  |